# Мінорка (Луїзіана)
Мінорка (англ. Minorca) — переписна місцевість (CDP) в США, в окрузі Конкордія штату Луїзіана. Населення — 2156 осіб (2020).

## Географія
Мінорка розташована за координатами 31°34′23″ пн. ш. 91°29′26″ зх. д. / 31.57306° пн. ш. 91.49056° зх. д. (31.572989, -91.490688).  За даними Бюро перепису населення США в 2010 році переписна місцевість мала площу 11,74 км², з яких 11,57 км² — суходіл та 0,17 км² — водойми.

## Демографія
Згідно з переписом 2010 року, у переписній місцевості мешкало 2317 осіб у 827 домогосподарствах у складі 602 родин. Густота населення становила 197 осіб/км².  Було 905 помешкань (77/км²).
Расовий склад населення:
| - 72,9 % — білих - 25,1 % — чорних або афроамериканців - 0,3 % — корінних американців - 0,3 % — азіатів |

До двох чи більше рас належало 0,7 %. Частка іспаномовних становила 1,5 % від усіх жителів.
За віковим діапазоном населення розподілялося таким чином: 32,4 % — особи молодші 18 років, 58,5 % — особи у віці 18—64 років, 9,1 % — особи у віці 65 років та старші. Медіана віку мешканця становила 32,5 року. На 100 осіб жіночої статі у переписній місцевості припадало 88,7 чоловіків;  на 100 жінок у віці від 18 років та старших — 86,5 чоловіків також старших 18 років.
Середній дохід на одне домашнє господарство  становив 40 790 доларів США (медіана — 35 162), а середній дохід на одну сім'ю — 50 376 доларів (медіана — 40 109). За межею бідності перебувало 32,6 % осіб, у тому числі 40,1 % дітей у віці до 18 років та 17,7 % осіб у віці 65 років та старших.
Цивільне працевлаштоване населення становило 683 особи. Основні галузі зайнятості: роздрібна торгівля — 30,3 %, освіта, охорона здоров'я та соціальна допомога — 17,1 %, виробництво — 13,6 %.